# Campeonato Europeo de Hockey sobre Hierba Masculino de 2027
El XXI Campeonato Europeo de Hockey sobre Hierba Masculino se celebrará en Londres (Reino Unido) en el año 2027 bajo la denominación EuroHockey Masculino 2027. El evento es organizado por la Federación Europea de Hockey sobre Hierba (EHF) y la Federación Inglesa de Hockey sobre Hierba. Paralelamente se celebra el XVIII Campeonato Europeo de Hockey sobre Hierba Femenino. Los partidos se realizarán en el Centro de Hockey y Tenis Lee Valley de la capital británica.